# Högsby
Högsby – miejscowość (tätort) w Szwecji, w regionie administracyjnym (län) Kalmar, w gminie Högsby.
Według danych Szwedzkiego Urzędu Statystycznego liczba ludności wyniosła: 1923 (31 grudnia 2015), 1998 (31 grudnia 2018) i 1964 (31 grudnia 2019).